# Tíbia de fulla de sabre
La tíbia de fulla de sabre és una malformació de la tíbia. Es presenta com una inclinació anterior aguda, o convexitat, de la tíbia.

## Causes
La reacció periòstica al llarg de l'eix de la tíbia pot ser deguda a sífilis congènita, pian, malaltia de Paget de l'os, deficiència de vitamina D o síndrome de Weismann-Netter-Stuhl. També per osteomalàcia.